# Christopher G. Tinney
Christopher G. Tinney (auch Chris Tinney oder C. G. Tinney, * 4. Oktober 1964) ist ein australischer Astrophysiker und Professor für Astrophysik.
Tinney arbeitet am Department of Astrophysics der University of New South Wales in Australien. Seine Forschungsgebiete umfassen u. a. Exoplaneten und Braune Zwerge.
Tinney entdeckte zahlreiche Exoplaneten, darunter:
- HD 102117
- HD 102117 b
- HD 179949 b
- HD 23079 b
- HD 73526 b
- HD 73526 c
- HD 23079
- HD 179949

In wissenschaftlichen Publikationen ist sein Name häufig mit C.G. Tinney genannt. Tinney ist Mitglied der Internationalen Astronomischen Union (IAU).